# Auguste Longnon
Pour les articles homonymes, voir Longnon.
Auguste Longnon est un archiviste et historien français, spécialiste de la Gaule romaine, né le 18 octobre 1844 à Paris et mort dans la même ville le 12 juillet 1911.

## Biographie
Après un emploi de cordonnier dans la boutique de son père, Auguste Honoré Longnon se lance en autodidacte dans une formation, et suit les cours de l'École des Hautes Études. En 1871, il devient archiviste, avec le titre de sous-chef de section aux Archives nationales (où il alors est l'un des rares non chartiste). Parallèlement, il effectue et publie des recherches historiques portant particulièrement sur la Gaule romaine, mais aussi sur la topographie et la toponymie, dont il est un des pionniers. En 1889, il devient professeur au Collège de France, puis directeur d'étude à l'École pratique des hautes études avant d'être élu membre de l'Académie des inscriptions et belles-lettres, le 4 juin 1897.
Auguste Longnon a découvert en 1873 aux Archives Nationales de précieux documents sur la vie du poète François Villon (dossier relatif au vol du Collège de Navarre et récit de l’interrogatoire de Guy Tabarie). Il est l'auteur d'une biographie du poète et de la première édition moderne de ses œuvres (chez Lemerre en 1892 puis dans la collection des Classiques Français du Moyen Age chez l’éditeur Champion en 1911, travail qui sera complété par le romaniste Lucien Foulet en 1914, 1923 et 1933). Cette biographie est fondée sur un examen méthodique de l'édition princeps de 1489 par Pierre Levet , avec un certain nombre de corrections tirées des manuscrits conservés.

## Honneurs et distinctions
En 1886, Auguste Longnon est nommé chevalier de la Légion d'honneur.
Le 5 mars 1886, il est élu membre ordinaire de l'Académie des Inscriptions et des Belles-Lettres. Il succède à Emmanuel Miller.

## Publications
- Étude sur les pagi de la Gaule, 1869-1872.
- Paris pendant la domination anglaise (1420-1436), Paris, Champion, 1878 sur Gallica.
- Géographie de la Gaule au VIe siècle, 1878 (premier prix Gobert 1878 de l'Académie des inscriptions et belles-lettres).
- Atlas historique de la France depuis César jusqu'à nos jours, 1884-1907
- Dictionnaire topographique du département de la Marne, 1891 sur Gallica.
- Documents relatifs au comté de Champagne et Brie, 1901-1911.
- Les Noms de Lieux de la France, 1920. Lire sur Gallica
  - Réédition : Auguste Longnon, Les noms de lieu de la France : leur origine, leur signification, leurs transformations : résumé des conférences de toponomastique générale faites à l’École pratique des hautes études, section des sciences historiques et philologiques, publié par Paul Marichal et Léon Mirot, préface de Jacques Chaurand, Paris, Éditions Honoré Champion, 1999, XV pages + 831 pages (Reproduction de l’édition de Paris, 1929) (ISBN 2-7453-0046-6)
- Le diocèse de Coutances : Pouillés de la province de Rouen, Paris, Imprimerie nationale, 1903
- La formation de l'unité française, leçons professées au Collège de France en 1889-1890, publiées par H.-François Delaborde, Picard, 1922
- Origines et formation de la nationalité française, Nouvelle Librairie Nationale, 1912
- Rôles des fiefs du comté de Champagne sous le règne de Thibaud le Chansonnier, 1249-1252. Paris: H. Menu,, 1877.

Sur François Villon
- François Villon et ses légataires, Paris, Lemerre, 1873
- Étude biographique sur François Villon, d'après les documents inédits conservés aux Archives nationales, Paris, Henri Menu, 1877
- Œuvres complètes de François Villon, Paris, Lemerre, 1892
- Œuvres de François Villon, publiées avec une introduction, Paris, Champion, 1911